# Tabac à mâcher
 (septembre 2018).
Le tabac à mâcher et le tabac à chiquer sont des formes de tabac se consommant par la mastication, qui ont perdu leur popularité au début du XXe siècle au profit de certaines formes de tabac à fumer (notamment la cigarette), mais qui persistent dans certains pays ou régions (États-Unis, Maghreb, Madagascar, Scandinavie...).

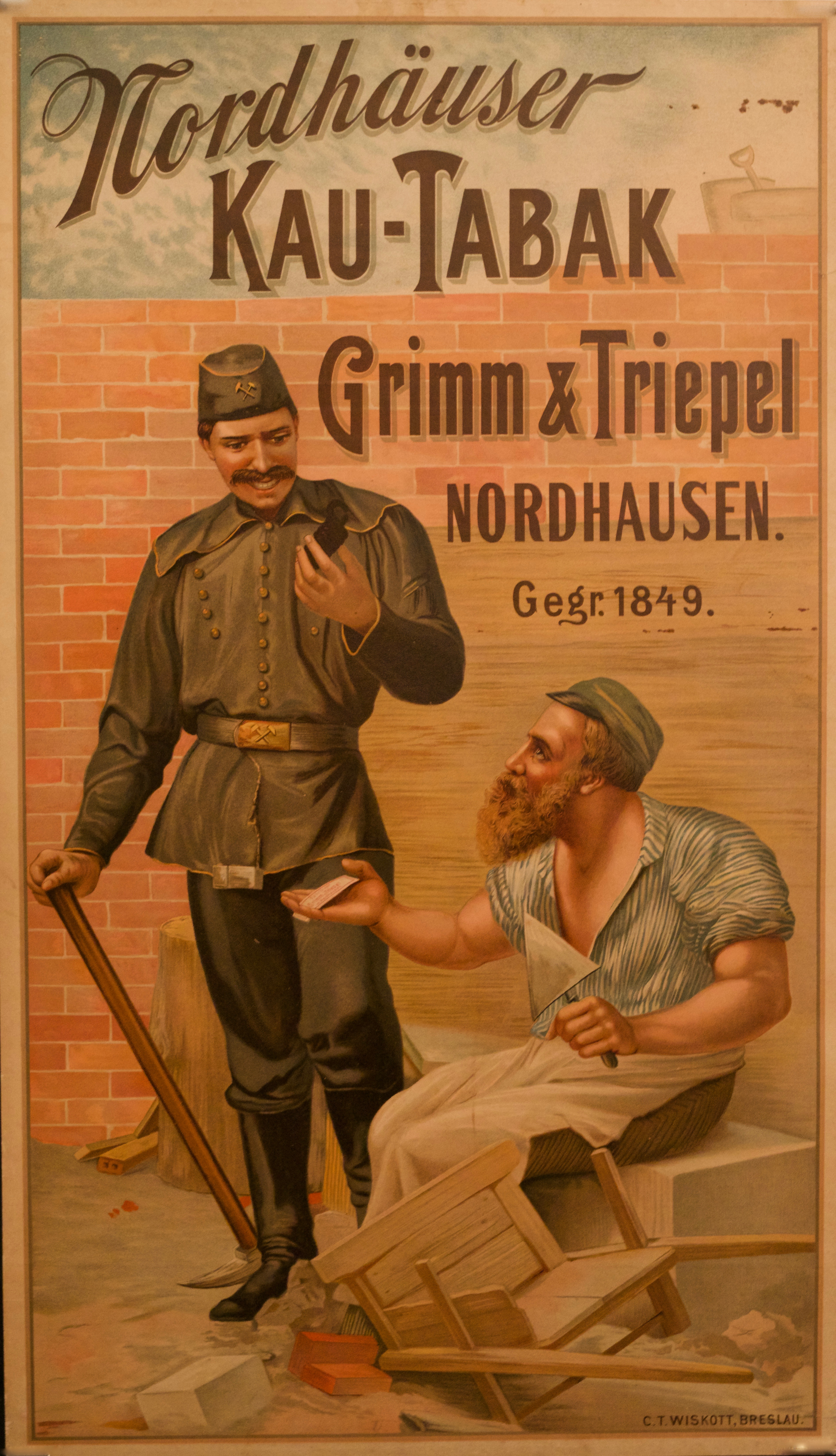
Publicité historique du tabac à mâcher Grimm & Triepel Kruse (1895)

## Tabac à mâcher

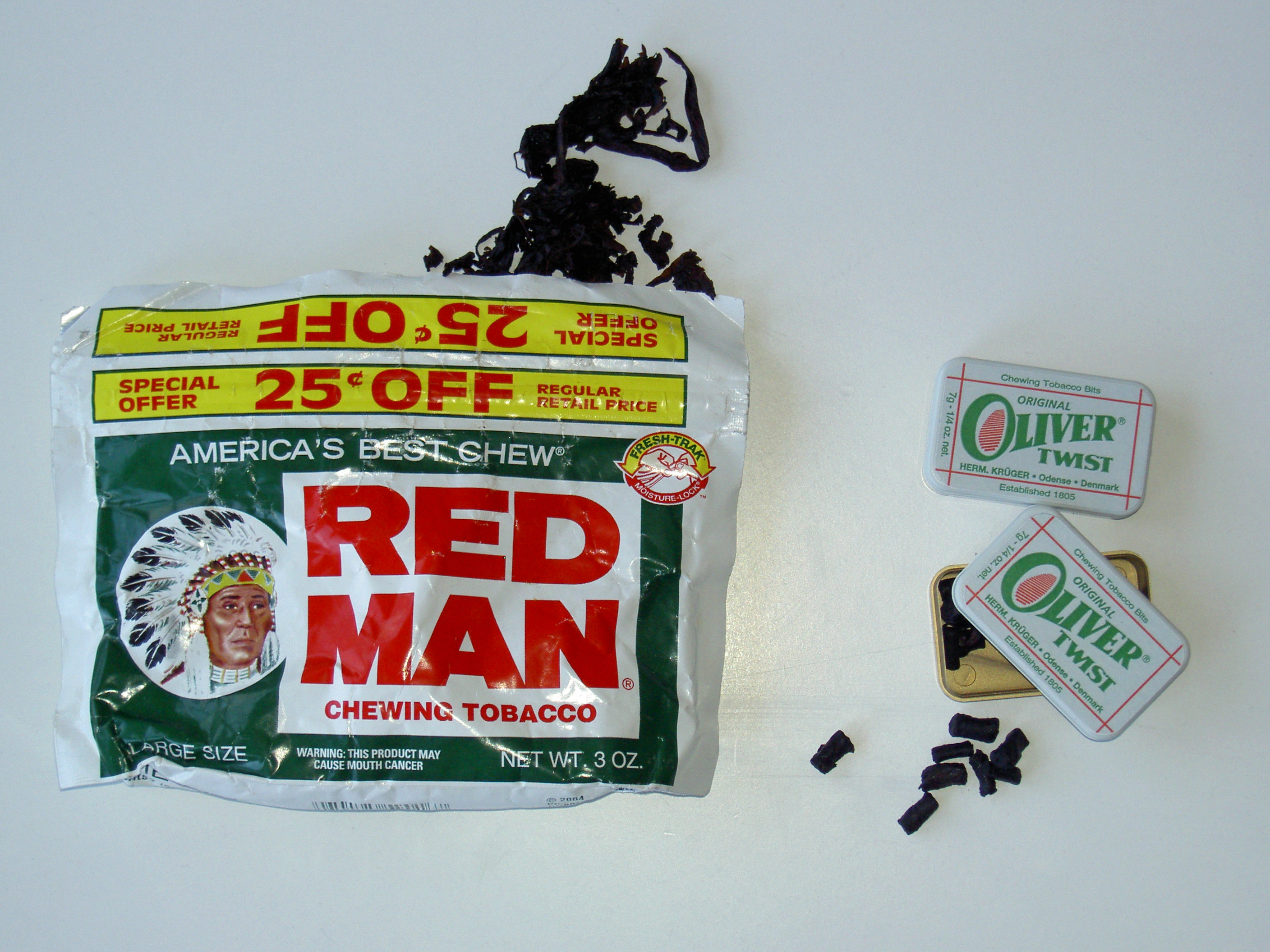
Tabac à mâcher de marques Red Man (États-Unis) et Oliver Twist (Danemark).

Il existe plusieurs formes de tabac à mâcher, soit sous forme de feuilles broyées ou de plaques ou rouleaux de tabac compact.
L'utilisateur prend une portion de tabac et la mastique sans l'avaler. Les portions peuvent être aromatisées ; le jus peut être recraché.

## Tabac à chiquer

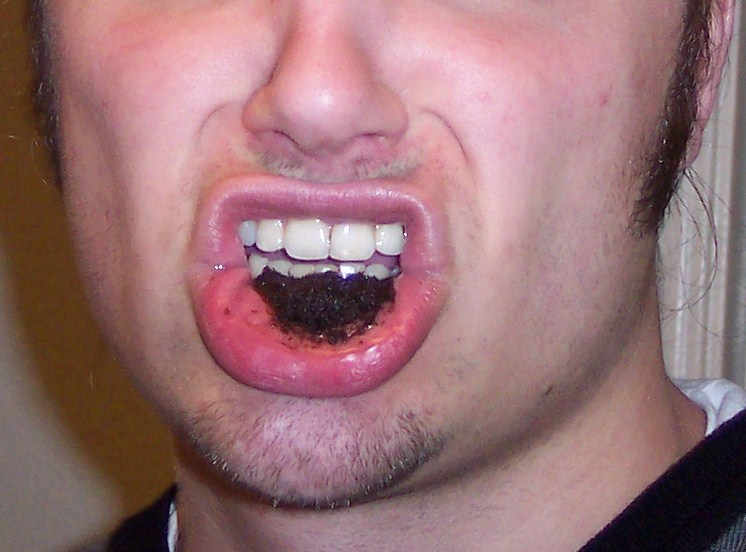
Chique de tabac prête à l'usage.

Ici, l'utilisateur place une portion de tabac entre sa lèvre inférieure et ses dents (portion qu'il garde entre 10 et 30 minutes), et en consomme le jus, tout en crachant régulièrement le surplus. Contrairement au tabac à mâcher à proprement parler, la portion n'est pas directement mâchée mais simplement laissée dans la bouche.
À Madagascar, il est nommé paraky en malgache ou pitsoky en langage rural. Au Maroc et en Algérie, ce genre de tabac est appelé chemma ; la portion est généralement placée sur la gencive, entre la lèvre supérieure et les dents.

## Tabac à mâcher et baseball
Alors que l'usage de tabac à mâcher est en forte baisse aux États-Unis, il demeure traditionnellement associé au baseball professionnel en Amérique du Nord. Une étude de la faculté d'odontologie de l'Université de Californie à San Francisco estimait en 1998 que de 35 % à 40 % des joueurs professionnels de baseball utilisaient le tabac à mâcher. Selon les données compilées par la Pro Baseball Athletic Trainers Society, 33 % des joueurs de la Ligue majeure de baseball en consommeraient en 2014, une diminution de 17 % en 20 ans, mais un nombre 10 fois plus élevé que dans la population en général aux États-Unis selon l'American Cancer Society,,.
Dès les premières années où ce sport est pratiqué, au XIXe siècle, les joueurs de baseball mâchent du tabac, habitude courante dans la société américaine de l'époque. Le joueur de baseball y trouvait certains aspects pratiques : l'avant-champ du terrain est poussiéreux et mâcher du tabac lubrifie la bouche ; le cuir des gants de baseball est assoupli avec le crachat dans les années 1870 et 1880 ; les lanceurs utilisent le crachat caractéristique d'un mâcheur de tabac pour leur balle mouillée, technique aujourd'hui illégale mais répandue et permise jusqu'aux années 1920. Alors que le tabac à mâcher perd en popularité au profit des cigarettes, le monde du baseball résiste et se montre méfiant à l'endroit du tabac à fumer, croyant qu'il peut causer de la fatigue ou même de la malchance. Le tabac à mâcher connaît un regain de popularité dans la Ligue majeure de baseball dans les années 1970, alors que les risques de fumer sont mieux connus,. Il n'est alors pas rare que les compagnies de tabac distribuent gratuitement des échantillons de leurs produits à chiquer aux équipes des ligues majeures et mineures, voire dans les collèges. Cette pratique est interdite par plusieurs équipes de la Ligue majeure de baseball dans les années 1980,.
Plusieurs voix se sont élevées contre l'usage du tabac à mâcher au baseball et en faveur de son interdiction. L'ancien joueur  Bill Tuttle (en) meurt en 1998 après une longue bataille contre un cancer de la bouche. Dans les cinq années précédant son décès, il prononce devant les joueurs professionnels des conférences les mettant en garde contre l'usage du tabac à mâcher, et milite pour que les jeunes ne soient pas exposés à cette habitude à la télévision. L'ancien joueur et commentateur sportif Joe Garagiola fait chaque année la tournée des camps d'entraînement pour parler des dangers du tabac à mâcher, qu'il a abandonné à la fin des années 1950. En 2003, Sammy Sosa est porte-parole d'une campagne contre le tabac dans les sports. Le joueur étoile Tony Gwynn s'est publiquement prononcé contre cette habitude qui, selon lui (mais pas selon l'opinion des spécialistes,), est responsable de la tumeur des glandes salivaires qui l'emporte en 2014.

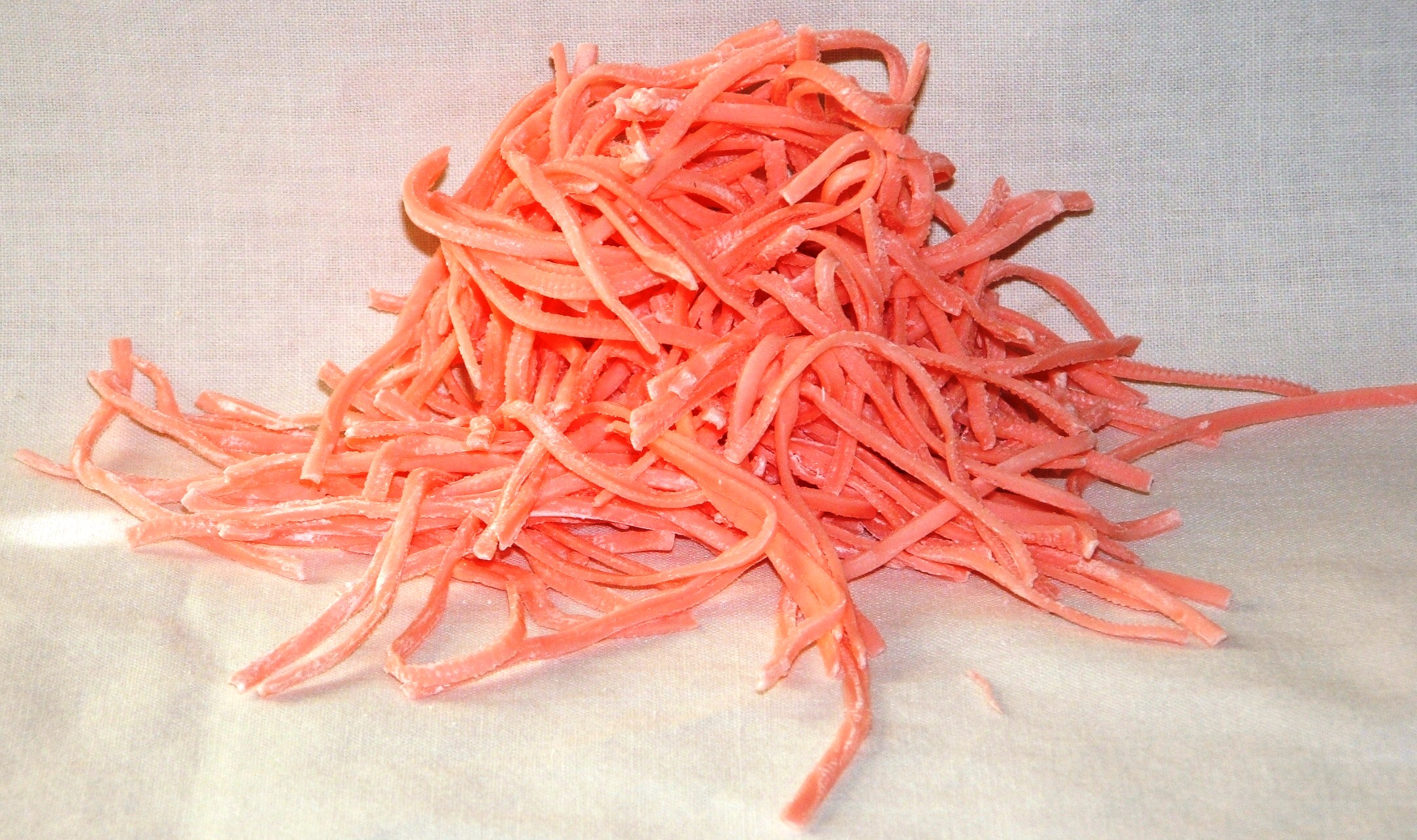
Le chewing-gum Big League Chew imite l'apparence de tabac à mâcher.

Encouragée par des politiciens membres du Congrès des États-Unis,, la Ligue majeure de baseball (MLB) dit envisager de bannir le tabac à mâcher des terrains et des stades, mais doit négocier une telle interdiction avec l'Association des joueurs. Dans la convention collective signée en novembre 2011 entre la Ligue et le syndicat des joueurs, certaines mesures sont approuvées, mais l'usage du tabac à mâcher ou à priser reste permis durant les matchs, sur le terrain ou dans l'abri des joueurs. Il est toutefois désormais interdit aux joueurs et entraîneurs de garder ces produits dans la poche de leur uniforme, de les laisser où ils pourraient être filmés par les caméras de télévision, ou encore d'en consommer lors des interviews avant et après les matchs.
La National Collegiate Athletic Association interdit en 1990 l'usage du tabac à mâcher durant les matchs de baseball. Les ligues mineures de baseball ont quant à elles strictement interdit le tabac à mâcher en 1993 pour tout le personnel associé aux clubs, que ce soit dans les stades ou les déplacements.
En 1980, la Wrigley Company commence à produire un produit, depuis 2010 distribué par Ford Gum (en), appelé Big League Chew (littéralement : « chique des grandes ligues »). Il s'agit d'un chewing-gum ayant l'apparence de tabac à chiquer et proposée comme alternative par son créateur, l'ancien joueur de ligues mineures Rob Nelson, et son partenaire d'affaires, l'ancien joueur Jim Bouton. Elle est également controversée pour sa ressemblance avec le produit qu'elle souhaite remplacer.

## Statistiques
En Suisse, selon l'Office fédéral de la santé publique, 0,2 % de la population suisse a consommé du tabac à mâcher en 2023 (soit 2 personnes sur 1 000).